# 春野町弘岡下
春野町弘岡下（はるのちょうひろおかしも）は、高知県高知市の町名。2017年7月1日現在の人口は1224人。郵便番号は781-0303（春野郵便局管区）。本項ではかつて同区域に存在した吾川郡弘岡下ノ村（ひろおかしものむら）についても記す。

## 地理
高知市の南西部、春野町北西部の一角にあたる。東で春野町西分、南で春野町秋山・春野町森山、西で春野町弘岡中、北で朝倉に接する。北西の春野町弘岡中との境界を国道56号・土佐市バイパスが通過し、南部を高知県道36号高知南環状線が横断、そこから高知県道278号弘岡下種崎線が南東に分岐する。北部に根木谷山がそびえる。

### 山岳
- 根木谷山

### 河川
- 新川川

## 歴史
- 幕末 - 吾川郡弘岡下ノ村が存在。「旧高旧領取調帳」の記載によると高知藩領。
- 明治4年7月14日（1871年8月29日） - 廃藩置県により高知県の管轄となる。
- 1889年（明治22年）4月1日 - 町村制の施行により、近世以来の弘岡下ノ村が単独で自治体を形成。
- 1956年（昭和31年）9月30日 - 弘岡下ノ村が平和村・西分村・仁西村・森山村・弘岡上ノ村・弘岡中ノ村と合併して春野村が発足。同村大字弘岡下となる。
- 1969年（昭和44年）9月30日 - 春野村が町制施行して春野町となる。
- 2008年（平成20年）1月1日 - 春野町が高知市に編入。弘岡下の区域をもって春野町弘岡下を新設。

## 交通

### バス
とさでん交通
- 伊与川橋 - 橋谷口 - 高樋川（運転系統多数のため割愛）

### 道路
- 国道56号
  - 土佐市バイパス
- 高知県道36号高知南環状線
- 高知県道278号弘岡下種崎線

## 施設
- 高知県立春野高等学校
- 高知県立高知若草特別支援学校
- JA学園